# 文侯 (晋)
文侯（ぶんこう、紀元前805年? - 紀元前746年?）は、中国の西周末期から東周初期にかけての晋の君主。姓は姫、名は仇。

## 生涯
紀元前805年、晋の穆侯の子として生まれ、太子に立てられた。紀元前785年、穆侯が死去すると、穆侯の弟の殤叔が後を嗣いで晋侯として即位した。このため太子仇は国外に出奔した。紀元前781年、太子仇はその一党を率いて殤叔を襲撃し、自ら晋侯として即位した。紀元前750年?、文侯は周の携恵王を虢で弑した。紀元前741年?、文侯は携王の甥である周の平王を少鄂に迎え、これを京師に擁立した。紀元前746年?、文侯は死去し、子の昭侯が後を嗣いで晋侯として即位した。